# Drosophila mimica
Drosophila mimica är en tvåvingeart som beskrevs av Elmo Hardy 1965. Drosophila mimica ingår i släktet Drosophila och familjen daggflugor.
Artens utbredningsområde är Hawaii.